# Enrique Castells Capurro
Enrique Castells Capurro (Montevideo, 9 maart 1913 – Punta del Este, 3 juli 1987) was een Uruguayaanse aquarellist, kunstschilder en beeldhouwer.
Ondanks dat hij autodidact was, werd hij sterk beïnvloed door zijn oom Carlos Castells (1880-1933). Net als bij zijn oom Carlos was zijn hoofdthema het paard en de gaucho.

## Levensloop
Hij begon met tekenen op vierjarige leeftijd, met een tekening van de danseres Anna Pavlova tijdens haar bezoek aan Uruguay. Hij maakte voor kranten en tijdschriften tekeningen met scènes uit ballet, voetbal, paardenraces, en thema's die verband hielden met gaucho's.
Hij heeft grote muurschilderingen gemaakt in veel overheidsgebouwen in Uruguay, onder anderen die van de AFE (staatsspoorwegen), de Nationale bibliotheek, luchtvaartmaatschappij Pluna, Fort San Miguel, en de Intendencia van Maldonado. Hij publiceerde verschillende boeken met zijn schilderijen, en zijn werk werd gepubliceerd en populair gemaakt in diverse media.
Hij illustreerde werken over de gaucho Martín Fierro, over de Argentijnse gaucho Santos Vega, alsmede de gedichten Los Tacuruses van Serafín J. Garcia. In 1950 publiceerde uitgeverij Kraft uit Buenos Aires een inventaris van zijn gepubliceerde werken. Jarenlang maakte hij de bronzen prijzen die door de Jockey Club werden uitgereikt voor de José Pedro Ramírez Grand Prix, de belangrijkste paardensportwedstrijd van Uruguay.
Ook maakte hij werken speciaal voor koningin Elizabeth van het Verenigd Koninkrijk. Zijn schilderijen en muurschilderingen bevinden zich aan de Universiteit van Austin (Texas), het hoofdkwartier van de Verenigde Naties, en in openbare en privécollecties.

## Geïllustreerd werk
- Gauchos, prendas y costumbres (Gaucho's, kleding en gebruiken)
- Los jinetes de las Américas (De ruiters van Amerika)